# Josep Seguer
Josep Seguer Sans, né le 6 mai 1923 à Parets del Vallès (en Espagne) et mort le 1er janvier 2014 à Reus,, est un footballeur international espagnol devenu entraîneur.

## Biographie
Ce défenseur réalise l’essentiel de sa carrière au FC Barcelone, où de 1943 à 1957 il dispute 215 matchs de championnat et remporte cinq titres de champion d’Espagne. Il est sélectionné à quatre reprises en équipe nationale, en 1952. Seguer est une des pierres angulaires du Barça mythique des « Cinq coupes » (Barça de las Cinco Copas) qui lors de la saison 1951-1952 parvient à remporter le championnat d'Espagne, la Coupe d'Espagne, la Coupe latine, la Coupe Eva Duarte et la Coupe Martini Rossi. Il est l'auteur le 26 juin 1949 du premier but de l'histoire de Barcelone en compétition européenne, en Coupe Latine face au Stade de Reims (victoire 4 à 1 du Barça).
À partir de novembre 1961 il devient l'assistant de l'entraîneur du FC Barcelone Laszlo Kubala jusqu'en 1964.
Seguer part ensuite entraîner le Real Betis. Il occupe le poste d'entraîneur du FC Barcelone de façon intérimaire d'octobre à décembre 1969. En 1970, il devient le premier entraîneur de l'histoire du FC Barcelone B, l'équipe réserve du club catalan.
Le terrain de football municipal de Parets del Vallès porte son nom.

## Palmarès
- Cinq fois champion d'Espagne : 1945, 1947, 1949, 1952 et 1953.
- Trois Coupes d'Espagne : 1951, 1952 et 1953.
- Deux Coupes Latine : 1949 et 1952
- Quatre Coupes Eva Duarte : 1945, 1948, 1952 et 1953.
- Une Copa de Oro : 1945